# Bradvari
Bradvari (bulgariska: Брадвари) är ett distrikt i Bulgarien.   Det ligger i kommunen Obsjtina Silistra och regionen Silistra, i den nordöstra delen av landet, 300 km öster om huvudstaden Sofia.
Trakten runt Bradvari består till största delen av jordbruksmark. Runt Bradvari är det ganska glesbefolkat, med 50 invånare per kvadratkilometer.